# Jorge Fons
Jorge Fons (ur. 23 kwietnia 1939 w Tuxpan, zm. 22 września 2022 w mieście Meksyk) – meksykański reżyser i scenarzysta, pracujący w filmie i telewizji.

## Życiorys
Urodził się w miasteczku Tuxpan w stanie Veracruz, a dorastał w miejscowości Tlalnepantla de Baz, położonej na północ od stolicy Meksyku. Ukończył szkołę filmową CUEC na stołecznym uniwersytecie UNAM, należąc do pierwszego pokolenia wykształconych tam twórców filmowych. Pracę w branży rozpoczął w połowie lat 60. jako asystent reżysera, a następnie twórca krótkich metraży. Jego pełnometrażowym debiutem reżyserskim była fabuła El quelite (1970).
Uznanie na arenie międzynarodowej zyskał dzięki filmowi Murarze (1976), który zdobył Srebrnego Niedźwiedzia na 27. MFF w Berlinie. Obraz, zrealizowany na podstawie powieści Vicente Leñero, opowiadał o policyjnym śledztwie na placu budowy, gdzie doszło do morderstwa nocnego stróża.
Swoją renomę Fons potwierdził dramatem Czerwony świt (1989), który przyniósł mu Nagrodę Specjalną Jury na MFF w San Sebastián oraz 9 nagród Ariel, w tym dla najlepszego meksykańskiego filmu roku. Fabuła osnuta była wokół prawdziwych wydarzeń – brutalnie zdławionych protestów studenckich mających miejsce w październiku 1968, tuż przed letnimi igrzyskami olimpijskimi w Meksyku.
Kolejny sukces reżysera, Zaułek cudów (1995), nakręcony został na podstawie powieści egipskiego noblisty Nadżiba Mahfouza, a w roli głównej wystąpiła w nim Salma Hayek. Obraz zdobył wyróżnienie za oryginalność narracyjną na 45. MFF w Berlinie oraz aż 11 nagród Ariel, czyli głównych trofeów meksykańskiej branży filmowej.
Ostatnie dekady swojej kariery Fons poświęcił pracy przy serialach i telenowelach. Piastował też funkcję prezesa Meksykańskiej Akademii Filmowej i był laureatem nagrody państwowej w obrębie sztuk pięknych.
Fons zmarł 22 września 2022 roku w stolicy Meksyku w wieku 83 lat.